# Кичевско благотворително братство
Кичевското благотворително братство е патриотична и благотворителна обществена организация на македонски българи от региона на Кичево, съществувала в българската столица София от началото на XX век.

## История
Учредено е на 1 август 1899 година в София в присъствието на 40 делегати. За председател е избран М. Лазаров, подпредседател е Ст. Димитриев, деловодител е М. Йовев, касиер е Сп. Костов, а членове са Хр. П. Калевски, Никола Христов, Андрея Николов, Цвятко Гюрчинов и Арсо Тасев. Братството има собствен печат с елипсовидна форма и надпис „Кичевско благотворително братство“, под него „гр. София“, а в средата църквата „Св. Пречиста“. Годишният празник на братството е Рождество Богородично (8 септември). В устава му е записано, че при прекратяване дейността на братството, имуществото му става притежание на Кичевския манастир.
При избухването на Балканската война много членове на братството се включват в Шеста охридска дружина на Македоно-одринското опълчение.
На Учредителния събор на македонските бежански братства от 28 ноември 1918 година до 1 януари 1919 година делегати от Битолското братсво са Милан Дамянов и Стоян Димитров. Делегати от Кичевското братство на обединителния конгрес на СМЕО и МФРО от януари 1923 година са  Магден Йовев, Милан Дамянов, Милан Андреев, Славе Томов и Тома Димитров.
В управителното тяло на братството през 1936 година са Милан Попов, Дине Павлов Канески, Милан Андреев, Столе Хр. Новев, Антим М. Чолаков, Милан Кръстев Дамянов, Методи Иванов, Фане Младенов и Тасе Димитров. През 1938 година в управителното тяло са избрани Милан Илиев (председател), Столе Новев (подпредседател), Никола Димитров (секретар), Милан Иванов (касиер), Диме Калевски, Милан Дамянов и Йордан Стойков са членове. В контролната комисия влизат Методи Белев (председател), а Тасе Костов и Фане Костов са членове.
В 1941 година Милан Попов е председател на Кичевското благотворително братство.